# Irene Franchini
Irene Franchini (Castelnovo ne' Monti, 23 luglio 1981) è un'arciera italiana.

## Carriera
Nata a Castelnovo ne' Monti, in provincia di Reggio Emilia, a 19 anni partecipa ai Giochi Olimpici di Sydney 2000, venendo eliminata ai trentaduesimi di finale della gara individuale dall'ucraina Kateryna Serdjuk, e ai quarti di finale di quella a squadre, dove gareggiava insieme a Cristina Ioriatti e Natalia Valeeva, anche in questo caso uscendo per mano dell'Ucraina. Nel seguito della carriera passa all'arco compound, vincendo due medaglie ai Mondiali indoor di Ankara 2016 (un oro nella gara individuale e un bronzo nella gara a squadre insieme a Laura Longo ed Eleonora Sarti) e una ai Mondiali di Città del Messico 2017, l'oro nella gara a squadre mista insieme a Sergio Pagni. È assistente capo della Polizia penitenziaria. È laureata e madre di due figli.
Nel 2024 a Mokrice (SLO) conquista l'oro nella categoria individuale Arco Compound, insieme a Sabrina Vannini, Iuana Bassi e Cinzia Noziglia conquista l'oro nella squadra femminile e insieme a Marco Bruno l'oro nella categoria squadra mista .

## Palmarès
- Mondiali

Città del Messico 2017: oro nella gara a squadre mista di arco compound (insieme a Sergio Pagni)
- Mondiali indoor

Ankara 2016: oro nella gara individuale femminile di arco compound e bronzo nella gara a squadre femminile di arco compound (insieme a Laura Longo ed Eleonora Sarti)